# سعید رضایی شریف‌آبادی
سعید رضایی شریف‌آبادی (متولد ۱۳۳۷ در تهران، اصالتا اهل شریف آباد اردکان یزد) پژوهشگر ایرانی حوزه کتابداری و اطلاع‌رسانی، استاد علم اطلاعات و دانش شناسی، معاون سابق آموزشی و تحصیلات تکمیلی دانشگاه الزهرا  و رئیس انجمن کتابداری و اطلاع‌رسانی ایران در دوره‌های چهارم، پنجم و هشتم بودند.

## آثار
- اخلاق حرفه‌ای در کتابداری و اطلاع‌رسانی، لعبت درخشانی، احد فرامرزقراملکی، سعید رضایی شریف‌آبادی، ناشر: سازمان مطالعه و تدوین کتب علوم انسانی دانشگاه‌ها (سمت)
- آرشیو، کتابخانه و موزه: وجوه اشتراک و افتراق، سعید رضایی شریف‌آبادی (به اهتمام)، ناشر: کتابدار
- چکیده پایان‌نامه‌های دانشگاه علوم تربیتی و روانشناسی دانشگاه الزهرا، لعبت درخشانی و سعید رضایی شریف‌آبادی، ناشر: دانشگاه الزهرا، کتابدار
- ترویج علم: چشم‌اندازها، فرصت‌ها، چالش‌ها، زهرا شاملو، سعید رضایی شریف‌آبادی (به اهتمام)، ناشر: کتابدار
- درآمدی بر مفاهیم استانداردها و نرم‌افزارهای آرشیوی، سعید رضایی شریف‌آبادی، مرتضی کوکبی و امیررضا اصنافی. تهران: چاپار
- از اخلاق حرفه‌ای دانش‌کاران تا اخلاق اطلاعاتی، با انتخاب و ترجمه سعید رضایی شریف‌آبادی و لعبت درخشانی. تهران: کتابدار
- کدگذاری اسناد آرشیوی، غفوری، ملیحه، رضایی شریف‌آبادی، سعید و درخشانی و لعبت. تهران: سازمان اسناد و کتابخانه ملی جمهوری اسلامی ایران